# Paranoid Android
«Paranoid Android» es una canción de la banda británica de rock alternativo Radiohead, que figura como la segunda pista de su álbum OK Computer de 1997. La letra de la sombría pero intencionadamente humorística canción fue escrita principalmente por el vocalista Thom Yorke, después de una mala experiencia en un bar de Los Ángeles. Con sus seis minutos y veintitrés segundos de duración, la canción está notablemente influenciada por el tema «Happiness Is a Warm Gun» de The Beatles. «Paranoid Android» tomó su nombre del personaje Marvin, el androide paranoide, conocido en inglés como Marvin the Paranoid Android, de la serie de Douglas Adams The Hitchhiker's Guide to the Galaxy.
Cuando se lanzó como el principal sencillo de OK Computer, ocupó el tercer lugar en la UK Singles Chart. Fue bien recibido por la crítica y se le dio un lugar muy relevante en las reseñas del álbum. El tema aparece regularmente en las listas de las mejores canciones de todos los tiempos, como la de la revista Rolling Stone «The 500 Greatest Songs of All Time», en donde ocupa el puesto número 256. Algunas partes del video promocional, dirigido por Magnus Carlsson, fueron censuradas debido a que incluye escenas de nudismo. Desde su lanzamiento, numerosos artistas han realizado versiones muy diversas de la canción. Su versión original fue adaptada como ending para la serie animada japonesa Ergo Proxy de 2006.

## Grabación

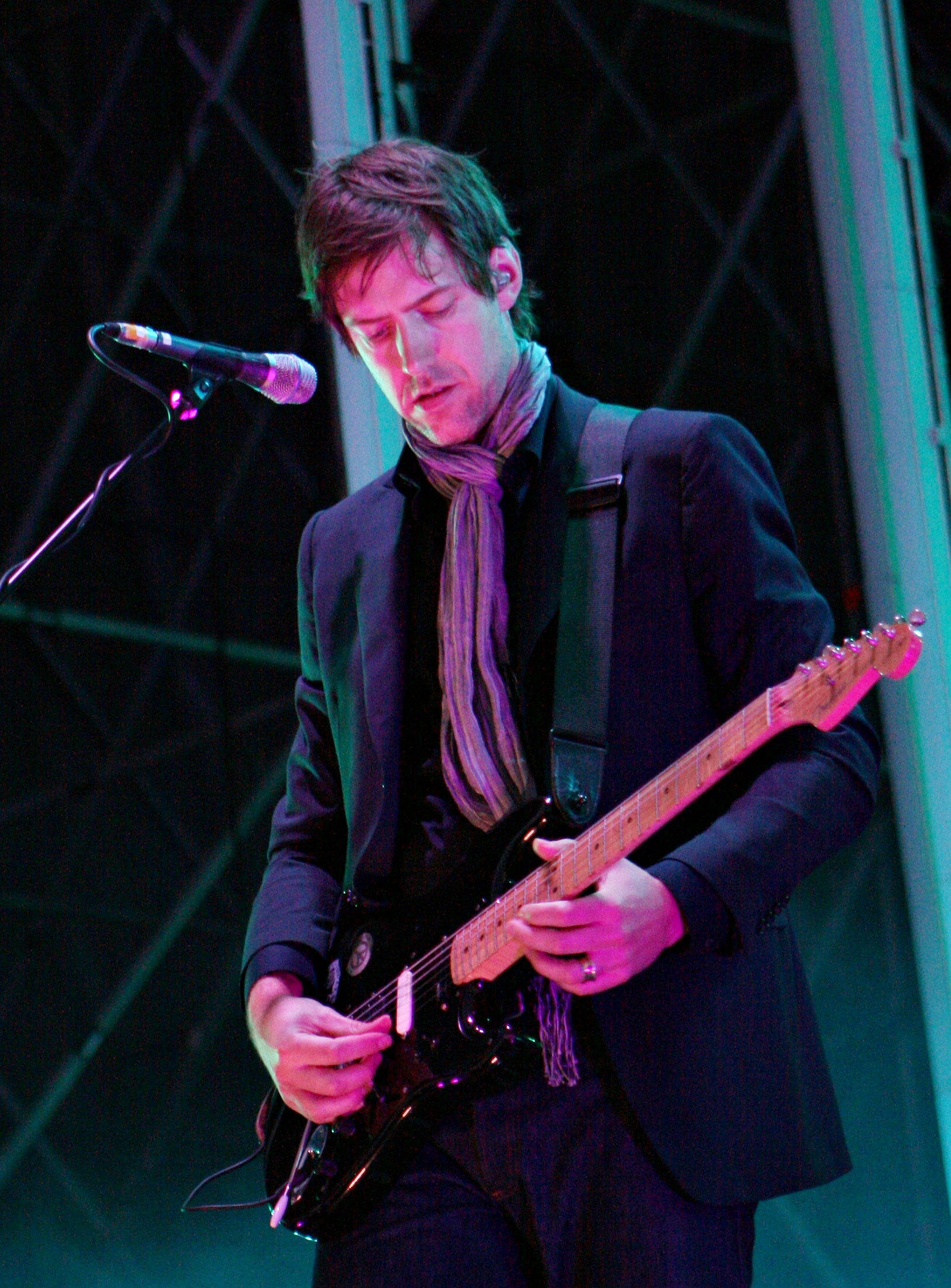
Ed O'Brien niega que la banda haya creado «una “Bohemian Rhapsody” de la década de 1990».

Para crear «Paranoid Android», Radiohead fusionó partes de tres canciones completamente diferentes, cada una compuesta por un miembro distinto de la banda. La idea de reunir los fragmentos y transformarlos en una sola canción se inspiró en la forma y estructura de la canción «Happiness Is a Warm Gun», de The Beatles. Colin Greenwood confesó que, durante la etapa de producción, cuando intentaban que todos estos elementos sonaran bien juntos, se sentían «como chicos irresponsables que estaban haciendo [...] algo malo, ya que nadie escribe una canción de seis minutos y medio con tantos cambios, es ridículo». Al principio, se pensó en hacerla de forma humorística, y tomó su nombre del personaje Marvin, el androide paranoide, de la serie de libros de Douglas Adams The Hitchhiker's Guide to the Galaxy. Yorke ha dicho que el título «se eligió de broma. Era como “¡Oh, qué deprimido estoy!”. Pensaba que era genial. Así es como la gente quiere que [yo] sea. Y eso fue lo único personal de la canción. El resto no es personal en absoluto». En una entrevista, Greenwood la describió como «una broma, algo para divertirnos, juntar múltiples piezas y luego ver cómo quedaban juntas». La banda tomó como referencia a la canción de Queen «Bohemian Rhapsody» y el trabajo de Pixies, a pesar de que Ed O'Brien niega que hayan creado «una “Bohemian Rhapsody” de la década de 1990». Por su parte, Jonny Greenwood la considera demasiado tensa y simple para competir contra el tema de Queen.
«Paranoid Android» se grabó en la mansión del siglo XV de la actriz Jane Seymour; Yorke pensaba que ésta, ubicada cerca de St Catherine, en Bath, Somerset, estaba embrujada. La primera versión grabada tenía una duración de catorce minutos e incluía un largo interludio de órgano interpretado por Jonny Greenwood. Radiohead tocó esta versión de la canción durante una gira con Alanis Morissette en septiembre de 1996, aunque la primera versión grabada fue en directo y data del 6 de julio. O'Brien dijo que «cuando la tocamos allí, fue divertidísimo. Había una coda de órgano, y nos estábamos meando de risa mientras tocábamos. También trajimos el glockenspiel y fue realmente muy gracioso». Antes de interpretarla, Yorke comunicó al público: «Si pueden practicar sexo mientras escuchan esta canción, entonces son más raros que la mierda». Además, se refirió a ella sarcásticamente como «nuestra versión de un tema de Pink Floyd». Radiohead se inspiró en la edición del álbum de The Beatles Magical Mystery Tour —descrita por Colin Greenwood como «brutal»— para acortar la canción hasta hacerla de seis minutos y medio, un proceso que hizo que la sección de órgano de Greenwood se viera reemplazada por un ostinato de guitarra. No obstante, le llevó a la banda un año y medio aprender a tocar la versión final del tema en los conciertos.

## Trasfondo

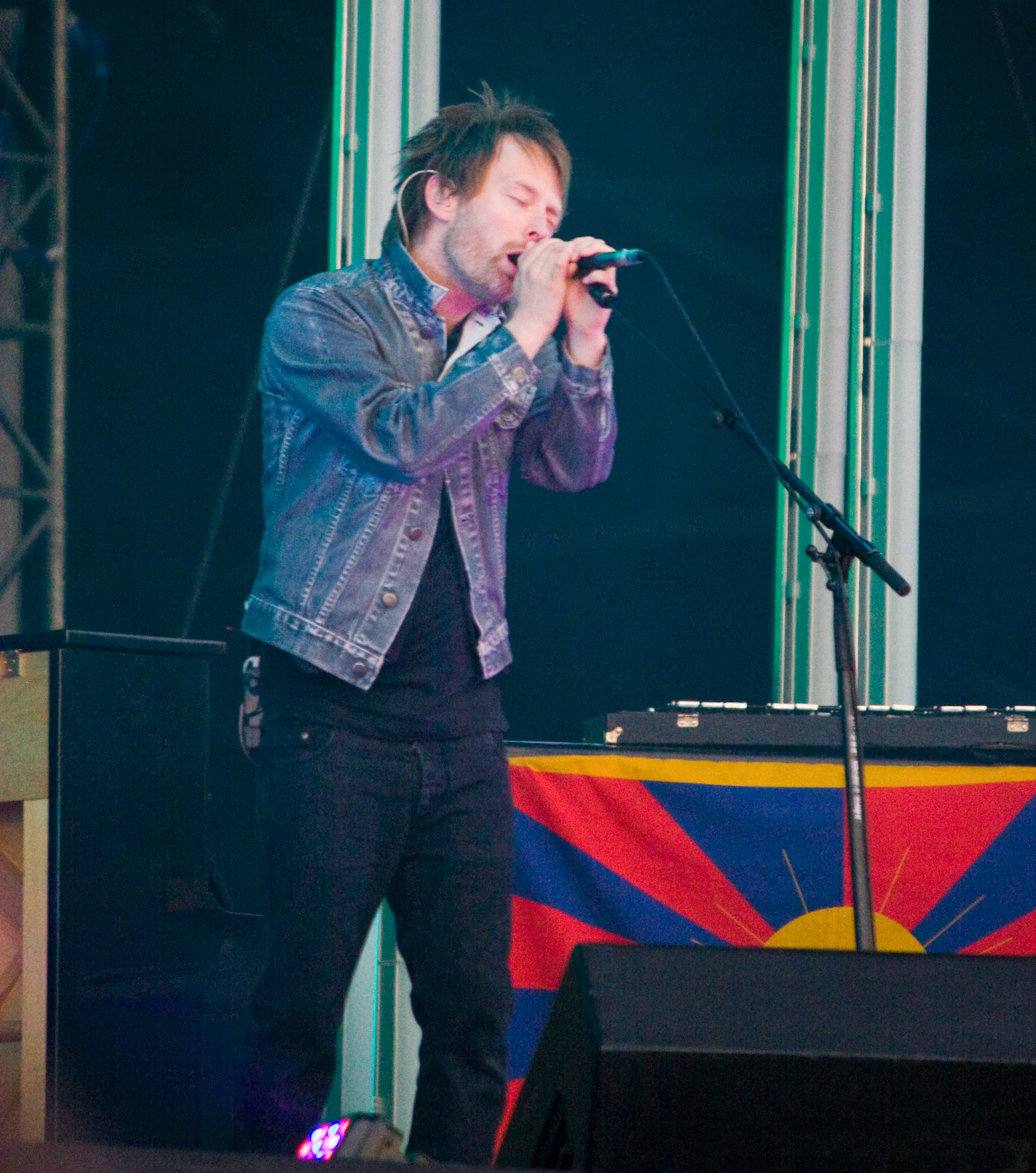
Thom Yorke compuso la letra de «Paranoid Android» después de haber pasado una mala experiencia en un bar de Los Ángeles.

«Paranoid Android» tiene cuatro secciones distintas, cada una tocada en afinación estándar y compás de 4/4, pese a que varios compases en la segunda sección estén en un compás de 7/8. El segmento introductorio está en la tonalidad de sol menor, en un tempo de 84 pulsaciones por minuto y comienza con un ostinato de guitarra acompañado de percusión agitada, al que le sigue la guitarra eléctrica y la voz de Yorke. La melodía de esta introducción tiene un acompañamiento de una octava y de un intervalo de tercera. La segunda sección está escrita en la tonalidad de la menor y empieza en el minuto 1:59 aproximadamente. Pese a que esta segunda sección mantiene el tempo de la primera, se diferencia en el plano rítmico. Hacia el final de este segmento se puede apreciar un solo de guitarra interpretado por Jonny Greenwoood, que va desde el minuto 2:43 al 3:33. Este solo está ubicado en el puesto número 34 en la lista de la revista Guitar World de los 100 mejores solos de guitarra. La tercera sección fue enteramente creada por el guitarrista, que reduce el tempo a 63 pulsaciones por minuto y cambia la tonalidad a do menor y luego a re menor. Esta sección utiliza un arreglo coral de múltiples voces, y según Dai Griffiths, «una secuencia coral que [de ordinario] sonaría cutre, como algo producido por la banda Portishead».
La cuarta y última sección comienza en el minuto 4:58 y consiste en una coda que retoma el tempo, tonalidad y patrones melódicos del segundo fragmento. Después de un segundo solo, comienza un breve ostinato de guitarra, sobre el que Jonny Greenwood dijo que «era algo que tenía flotando en la cabeza y la canción necesitaba algo así. Luego, dio la casualidad de que era de la misma tonalidad y velocidad y quedaba bien». La canción termina, así como la segunda sección, con un ostinato descendente cromático de guitarra.
Yorke ha dicho que «Paranoid Android» refleja tres estados mentales distintos. La letra abarca temas que también aparecen en otras canciones de OK Computer, como la locura, la violencia, los eslóganes y la objeción política al capitalismo. La letra se basó en una desagradable experiencia de Yorke en un bar de Los Ángeles, donde se vio rodeado de extraños que habían consumido cocaína. El cantante se asustó particularmente de una mujer que se volvió violenta cuando alguien le salpicó con una bebida. Yorke la caracterizó como «inhumana» y dijo que «tenía una mirada que no había visto en ningún otro lugar [...] esa noche no pude dormir por su culpa». Ella inspiró el verso «Kicking squealing Gucci little piggy» que aparece en la segunda sección del tema. Refiriéndose a la línea «With your opinions, which are of no consequence at all», dijo que «[...] solo era una broma. Hay que interpretar esto a la inversa: de hecho, es a veces mi opinión la que no tiene importancia».

## Lanzamiento y recepción
La canción fue emitida por primera vez en la BBC Radio 1, en el programa The Evening Session en abril de 1997, un mes antes de su lanzamiento oficial como sencillo. Melody Maker reveló que un productor de dicha radio necesitó «echarse un rato» la primera vez que la escuchó, mientras que Colin Greenwood dijo que sentía como «una victoria tener a Radio 1 transmitiéndola todo el día, porque es difícilmente el radiable, puntero, tema comercial de Buzz Bin que [las emisoras de radio] pueden haber estado esperando». Se lanzó al mercado como sencillo el 26 de mayo de 1997, con «Polyethilene Parts 1 & 2» y «Pearly» como lado B con la intención de preparar a sus oyentes para la nueva dirección musical que tomaría el álbum que la contiene. Pese a su inicial falta de radiodifusión, llegó a ocupar el tercer puesto en la UK Singles Chart, otorgando a la banda su posición más alta en las listas de venta de sencillos. Radio 1 llegó a transmitir el tema hasta doce veces al día. Yorke describió la transmisión de la canción en Radio 1 como «uno de los mejores momentos de la era OK Computer». Además, la canción pasó dos semanas en las listas australianas ARIA, llegando a posicionarse en el puesto número 29.
«Paranoid Android» recibió, en general, buenas críticas. NME lo eligió como sencillo de la semana y el periodista Simon Williams describió cómo la canción «se espatarra como si fuera un hombre regordete a lo largo de un pequeño sillón, destacando ejemplos de formas [pertenecientes al] flamenco, gemidos medievales, guitarras furiosas y deslumbrantes ideas demasiado ambiciosas. Posee uno de los solos de guitarra menos ortodoxos que ha conocido la humanidad». El estilo de la canción fue comparado con el de Queen por el crítico Mark Kemp, de la revista Rolling Stone, mientras que otros críticos, incluyendo a David Browne de Entertainment Weekly, Jon Lusk, de la cadena BBC y Simon Williams, de NME escribieron específicamente sobre su similitud con «Bohemian Rhapsody». Williams describió «Paranoid Android» como «“Bohemian Rhapsody” tocada al revés por un grupo de veteranos de la Guerra de Vietnam fumando crack». Kemp alabó la canción por contener instrumentación acústica y electrónica, cuya finalidad «es crear complejos cambios de tempo, toques de disonancia, corales que parecen de la Edad Antigua y una melodía como las de King Crimson». Browne dijo que la canción posee «celestiales pasajes vocales, secciones dinámicas y variadas y la chillona voz de Yorke». The A.V. Club llamó a la canción «un sencillo inolvidable e impresionantemente épico».
Muchos críticos destacaron la ambición del tema. Slant Magazine describió la letra de la canción como «un himno antiyuppie, que dice que su ambición es todo menos fea», mientras que Andy Gill escribió en The Independent que «Paranoid Android» es el sencillo más ambicioso desde el de Richard Harris, «MacArthur Park». Craig McLean, de The Sydney Morning Herald describió la canción como «una titánica ópera para guitarra de tres movimientos y seis minutos y medio». El crítico de PopMatters Evan Sawdey llamó al tema «la pieza central» de OK Computer, mientras que Peter y Jonathan Buckley escribieron en The Rough Guide to Rock que la canción es «el punto más impresionante» del álbum. El crítico de AllMusic Stephen Thomas Erlewine llamó a la canción «compleja, poseedora de varias partes [...] tensa, melódica, musculosa», y dijo que es la máxima aventura de Radiohead. Browne dijo que, debido a «Paranoid Android», Ok Computer es más expansivo que The Bends. La revista Rolling Stone ubicó la canción en el puesto 256 en su lista «500 Greatest Songs of All Time», y Pitchfork Media la colocó en el cuarto puesto en su lista Top 200 tracks of the 90s.

## Video musical
Sobre los objetivos de la banda para el videoclip, Yorke dijo que «cuando llegó la hora de hacer el video para esta canción, mucha gente nos dijo que sería genial que hiciéramos otro como el de “Street Spirit”, negro y oscuro. Bueno, de hecho, no. Nos divertimos mucho haciendo esta canción, por lo que debía hacer reír. Quiero decir, también debería ser enfermizo». Para su realización, contrataron a Magnus Carlsson, el creador de la serie sueca Robin. Los integrantes de Radiohead veían el programa y les gustaba su protagonista; Jonny Greenwood lo describió en una ocasión como «afectuoso» y «vulnerable», mientras que Yorke lo encontraba «[...] bastante vulnerable, pero también violento y cínico, la clase de personaje que siempre volverá a levantarse, una y otra vez». Carlsson trató de crear primero el video para «No Surprises» y no estaba seguro sobre cómo abordar «Paranoid Android». Finalmente, encontró un escenario que satisfizo a la banda, después de pasarse doce horas en su oficina mirando por la ventana, escuchando la canción y tratando de encontrar imágenes relacionadas con la música. Como Carlsson no tuvo acceso a la letra, está basado solamente en la melodía e instrumentación. Según Yorke, la banda «deliberadamente decidió no darle la letra» porque no quería que «fuera demasiado literal».
Como Robin, el video de «Paranoid Android» está dibujado en un estilo simplista que posee colores brillantes y líneas claras y fuertes. El video presenta al protagonista de la serie, Robin, junto a su amigo Benjamin aventurándose al mundo, encontrándose con amargados representantes de la Unión Europea, intimidando a dueños de bares, dos homosexuales vestidos de cuero besándose, un drogadicto, trastornados hombres de negocios, sirenas y un ángel que juega al tenis de mesa con Robin. La banda aparece en un bar, donde beben mientras un hombre con una cabeza que sale de su vientre danza sobre la mesa. Sin embargo, solo las caricaturas de Yorke y Jonny Greenwood son copias fieles; O'Brien dijo que «si se congela el video, el hombre con el cabello peinado hacia atrás es Colin. No se parece nada a él [en la vida real]». Colin Greenwood dijo que «no queríamos aparecer en el video porque eso sería demasiado Spinal Tap» y que el no tener animaciones que reflejen fielmente su apariencia hacía que el video fuera «retorcido y colorido como la canción». Yorke quedó satisfecho con el video, diciendo que «refleja la violencia [alrededor de Robin] y es exactamente como la canción. No es la violencia sobre la que habla exactamente la letra, pero todo lo que rodea al personaje es problemático y violento, pero él sólo bebe para olvidar. Está ahí, pero no está ahí. Es por eso que funciona. Y eso es lo que hace en mi cabeza cada vez que lo veo».
Pese a que el sencillo no recibió mucha difusión en Estados Unidos, la cadena musical MTV transmitió su video muchas veces. La versión más televisada fue una en que se suprimían las escenas donde las sirenas dejaban su busto al descubierto. Greenwood comentó sobre esto que «hubiéramos entendido el caso si el video mostrase a un hombre cortándose las piernas y los brazos, ¡pero los pechos de una mujer! ¡Y además una sirena! ¡Por favor!». MTV Europe transmitió el video entero durante dos semanas porque el censor oficial del canal estaba enfermo y era incapaz de trabajar; pero, cuando se recuperó, se empezó a transmitir la versión censurada. Más adelante, se creó una versión en la que las sirenas usaban traje de baño, mientras que la versión entera se incluyó en los compilados Radiohead: The Best Of y 7 Television Commercials.
Evan Sawdey, de PopMatters, lo describió como «extraño pero a la vez adecuado», y Melody Maker dijo que era una sobresaliente serie de «caricaturas psicóticas». Adrian Glover, de Circus opinó que la animación era «realmente genial». Lewis Largent, el vicepresidente de MTV, dijo a Spin: «Uno puede mirar el video de “Paranoid Android” cien veces y no entenderlo».

## Diseño de la portada
Stanley Donwood trabajó con Yorke para diseñar las carátulas de la mayoría de los lanzamientos del sencillo, aunque los diseños fueron finalmente acreditados a «computadoras bobas». La ilustración de la carátula del sencillo contiene la frase «God loves his children, yeah!», la última línea de la canción, escrita en el plano superior dentro de una cúpula dibujada a mano. Las imágenes de la carátula de OK Computer reaparecen, incluyendo a un cerdo y a dos figuras humanas dándose la mano. El escritor Tim Footman sugirió que esas dos imágenes están inspiradas en los característicos cerdos usados por Pink Floyd y en la carátula del álbum Animals, respectivamente. El fondo de la carátula del segundo CD del sencillo sólo difiere en el color del fondo en comparación al primero. El disco de vinilo lanzado en el Reino Unido no sigue este patrón de diseño, pero presenta algunas de las imágenes que aparecen en la portada de OK Computer.
Las dos versiones del sencillo tienen diferentes frases en el reverso. El primer CD y el que se lanzó en Japón llevan escrito en inglés:

Para matar a un demonio hecho de serrín mojado. Este tipo de demonio es casi imposible de matar, la única manera de hacerlo es cubriendo su cara con pan mojado y luego cortar su cabeza con una patada de karate, de otra forma, estarás en problemas y lo mismo tu vecindario. A los demonios de serrín mojado les gusta aterrorizar. Nótese que es más efectivo presionar su cabeza contra pan mojado que está en el suelo que arrojárselo a la cara, aunque ambas técnicas produzcan resultados.

En el segundo CD aparece escrita en inglés la frase:

Una catedral blanca en los suburbios presenta sólo amianto y esqueletos a su alrededor.

Cada lanzamiento de «Paranoid Android» incluyó uno o más lados B. «Polyethylene Parts 1 & 2», canción incluida en el primer CD y en el que se lanzó en Japón, además de en el disco de vinilo, se parece a «Paranoid Android» debido a que también está dividida en secciones. La primera de ellas consiste en la voz de Yorke acompañada por una guitarra acústica, y la segunda contiene un ostinato de guitarra distorsionado, una sección interpretada por un órgano, y comprende varios cambios de tempo y tonalidad. «Pearly», incluida en el primer CD y en el lanzado a la venta en Japón, fue descrita por Yorke como «una sucia canción para gente que usa el sexo para cosas sucias». «A Reminder», que figura en el segundo CD, tiene secciones de piano eléctrico, batería y guitarra eléctrica. Según Yorke, esta canción se inspiró «en la idea de alguien que escribe una canción y se la manda a alguien, diciéndole: “Si algún día la pierdo, sólo tócala para mí por teléfono para hacérmela recordar”». «Melatonin», también en el segundo CD, es una canción construida sobre un acompañamiento de sintetizadores similar a una nana, pero con una cierta intención amenazante en versos como «Death to all who stand in your way» —«Que mueran todos los que van por tu camino»—.

## Versiones
El pianista de jazz Brad Mehldau grabó una versión de nueve minutos de duración de «Paranoid Android» para su álbum Largo (2000) junto a los percusionistas Jim Keltner y Matt Chamberlain, que incluye una sección interpretada por instrumentos de viento. Adicionalmente, el pianista interpretó una versión de 19 minutos de la canción en su Live in Tokyo (2004). La banda de la Universidad de Massachusetts Minuteman Marching Band realizó otra versión, que incorporaba partes para xilófono, carrillón, tambor, címbalos y timbales.  Numerosos álbumes en tributo a Radiohead incluyen versiones de «Paranoid Android», entre ellos, Rockabye Baby! Lullaby Renditions of Radiohead and Plastic Mutations: The Electronic Tribute to Radiohead. El grupo de reggae Easy Star All-Stars hizo una versión de todo el álbum OK Computer llamada Radiodread (2006). El productor Michael G notó que «Paranoid Android» es particularmente difícil de arreglar para el reggae, diciendo: «Hay muchas canciones como “Paranoid Android”, que cambian de un compás de 4/4 a uno de 7/8 más o menos trece veces, pero también tenía que pensar cómo reinventar cada parte para que pueda ser tocada en armónica, corno y órgano». Sia realizó una versión para el álbum tributo Exit Music: Songs with Radio Heads (2006) y esta versión apareció en el episodio de O.C. «The Chrismukk-huh?». Intérpretes de música clásica realizaron también versiones de la canción. Cristopher O'Riley arregló «Paranoid Android» para piano y la grabó en su álbum Hold Me to This (2005). El cuarteto de cuerdas de Los Ángeles The Section grabó una versión para su Strung Out on OK Computer: The String Quartet Tribute to Radiohead (2001) y la interpretaron en dos conciertos en vivo en octubre de 2006.
El cantante Kris Allen, ganador del programa American Idol, realizó una versión que interpretó en su gira de verano en el año 2010. También en 2010, el guitarrista Tosin Abasi (Animals as Leaders) grabó un video junto con multi-instrumentista Matthew Hemerlein al bajo y la voz.

## Lista de canciones
Todas las canciones fueron compuestas por Thom Yorke, Jonny Greenwood, Ed O'Brien, Colin Greenwood y Phil Selway.
| CD 1 1. «Paranoid Android» – 6:27 2. «Polyethylene Parts 1 & 2» – 4:23 3. «Pearly» – 3:34 CD 2 1. «Paranoid Android» – 6:27 2. «A Reminder» – 3:52 3. «Melatonin» – 2:08 | 7" 1. «Paranoid Android» 2. «Polyethylene Parts 1 & 2» CD (Japón) 1. «Paranoid Android» – 6:26 2. «Polyethylene Parts 1 & 2» – 4:22 3. «Pearly» – 3:33 4. «Let Down» – 4:59 |  |

## Posicionamiento en las listas
| Lista (1997)                                | Posición más alta |
| ------------------------------------------- | ----------------- |
| Australia (ARIA)                            | 29                |
| Bélgica (Flandes) (Ultratip Bubbling Under) | 15                |
| Irlanda (IRMA)                              | 4                 |
| Países Bajos (Mega Single Top 100)          | 61                |
| Suecia (Sverigetopplistan)                  | 53                |

## Certificaciones
| País                                                 | Organismo Certificador          | Certificación | Ventas certificadas | Ref.   |
| ---------------------------------------------------- | ------------------------------- | ------------- | ------------------- | ------ |
| Reino Unido                                          | Industria Fonográfica Británica | Oro           | 400,000^            | [ 76 ] |
| Canadá                                               | Music Canada                    | Oro           | 40,000^             | [ 77 ] |
| ^ Ventas+streaming basadas sólo en la certificación. |                                 |               |                     |        |